# Улица господаря Вучича
Улица господаря Вучича (серб. Улица господара Вучића) — улица Белграда, находящаяся на территории трёх общин округа Город Белград — Вождовац, Врачар и Звездара. Начинается на пересечении с улицей Повстанцев (дом 11) на территории общины Вождовац, пересекается с улицей Максима Горького, проходит через район Пашино-Брдо, далее пересекает улицу Воислава Илича и завершается на перекрёстке с Бульваром короля Александра у Цветковой Пияцы. Название улица получила в честь сербского государственного деятеля Томы Вучича Перишича (1787/1788 — 1859), участника обоих Сербских восстаний; ранее сторонника князя Милоша Обреновича, а позже уставобранителя; одного из богатейших людей Сербии XIX века.

## Наименование
Господарь Тома Вучич Перишич был известен как один из участников Первого и Второго сербского восстания и сподвижников сербского князя Милоша Обреновича, занимая разные посты (в том числе министра внутренних дел, военного министра, начальника княжеской охраны и даже государственного казначея). В 1825 году Вучич Перишич подавил восстание Милое Джяка, а в 1835 году выступил посредником на переговорах между князем и бунтовщикам во главе с Милетой Радойковичем. Тем не менее, вскоре он впал в немилость и в 1839 году принял участие в свержении сначала Милоша, а затем и его сына князя Михаила, приведя к власти князя Александра Карагеоргиевича.
Свержение Обреновичей и приход к власти Карагеоргиевичей обернулось большими бедами для Вучича Перишича, который и прежде жестоко подавлял восстания. Если во время правления князя Милоша господарь, будучи среди уставобранителей (противников единоличной власти князя Милоша), считался предводителем народа, в конце концов Народная скупщина признала его виновником ряда преступлений. В 1859 году Милош Обренович вернулся на престол, а Вучич был брошен в тюрьму, лишившись всего имущества, и умер при загадочных обстоятельствах (по некоторым данным, его отравили).

## Известные объекты
У дома 49 по улице господаря Вучича установлена цыганская капелла тётки Бибии, а рядом с ней установлен памятник сербским цыганам, погибшим в годы обеих Балканских и обеих мировых войн. Он был возведён в 1920-е годы, позже рядом с ним появилась и мемориальная табличка, увековечивающая жертв Второй мировой.
Дом 89 — это церковь Святой Троицы, возведённая в 1935 году в районе Пашино-Брдо в разгар застраивания Белграда в межвоенные годы. В 2018 году обветшавшую церковь снесли, начав строительство нового храма.
По улице господаря Вучича находится Стадион Обилича — футбольная арена клуба «Обилич», возведённая в 1990-е годы.
В доме 59 в довоенные годы находился дом белградских цыган. Также на этой улице в наши дни располагаются сохранившиеся ткацкие мастерские.

## Галерея
- Стадион Обилича[серб.] на Пашино-Брдо
- Цыганская капелла тётки Бибии[серб.] (господаря Вучича, дом 49)
- Памятник цыганам, погибшим в обеих Балканских и мировых войнах (господаря Вучича, дом 49)